# Crassula sediflora
Crassula sediflora är en fetbladsväxtart som först beskrevs av Christian Friedrich Frederik Ecklon och Zeyh., och fick sitt nu gällande namn av Stephan Ladislaus Endlicher och Walp.. Crassula sediflora ingår i släktet krassulor, och familjen fetbladsväxter. Utöver nominatformen finns också underarten C. s. amatolica.